# آمار و ارقام تیم ملی فوتبال ایران
در فهرست زیر آمار رویارویی‌های تیم ملی فوتبال ایران با سایر تیم‌های ملّی آمده‌است.

## آمار بازی‌ها
تا تاریخ ۱۰ ژوئن ۲۰۲۵ (۲۰ خرداد ۱۴۰۴)
| تیم               | بازی | پ   | ت   | ش   | زده  | خورده |
| ----------------- | ---- | --- | --- | --- | ---- | ----- |
| افغانستان         | ۳    | ۲   | ۱   | –   | ۱۰   | ۱     |
| آلبانی            | ۱    | –   | –   | ۱   | –    | ۱     |
| الجزایر           | ۴    | ۲   | –   | ۲   | ۵    | ۵     |
| آنگولا            | ۴    | ۲   | ۲   | –   | ۷    | ۲     |
| آرژانتین          | ۲    | –   | ۱   | ۱   | ۱    | ۲     |
| ارمنستان          | ۱    | ۱   | –   | –   | ۳    | ۱     |
| استرالیا          | ۶    | ۳   | ۲   | ۱   | ۷    | ۶     |
| اتریش             | ۱    | –   | –   | ۱   | ۱    | ۵     |
| آذربایجان         | ۳    | ۲   | ۱   | –   | ۴    | ۲     |
| بحرین             | ۱۸   | ۸   | ۵   | ۵   | ۳۲   | ۱۳    |
| بنگلادش           | ۶    | ۶   | –   | –   | ۲۸   | ۱     |
| بلاروس            | ۳    | –   | ۲   | ۱   | ۳    | ۴     |
| بولیوی            | ۱    | ۱   | –   | –   | ۲    | ۱     |
| بوسنی             | ۷    | ۵   | ۱   | ۱   | ۱۹   | ۱۰    |
| بوتسوانا          | ۱    | –   | ۱   | –   | ۱    | ۱     |
| برزیل             | ۱    | –   | –   | ۱   | –    | ۳     |
| بلغارستان         | ۲    | ۱   | ۱   | –   | ۲    | ۱     |
| بورکینافاسو       | ۱    | ۱   | –   | –   | ۲    | ۱     |
| کامبوج            | ۴    | ۴   | –   | –   | ۲۸   | ۱     |
| کامرون            | ۲    | –   | ۲   | –   | ۱    | ۱     |
| کانادا            | ۳    | ۲   | –   | ۱   | ۲    | ۱     |
| شیلی              | ۳    | ۱   | ۱   | ۱   | ۴    | ۳     |
| چین               | ۲۳   | ۱۳  | ۶   | ۴   | ۳۹   | ۱۸    |
| تایوان            | ۵    | ۵   | –   | –   | ۲۲   | –     |
| کاستاریکا         | ۲    | ۱   | ۱   | –   | ۳    | ۲     |
| کرواسی            | ۲    | –   | ۱   | ۱   | ۲    | ۴     |
| قبرس              | ۱    | –   | ۱   | –   | –    | –     |
| چک                | ۱    | –   | –   | ۱   | –    | ۱     |
| دانمارک           | ۱    | –   | ۱   | –   | –    | –     |
| اکوادور           | ۳    | –   | ۲   | ۱   | ۲    | ۳     |
| مصر               | ۱    | –   | ۱   | –   | ۱    | ۱     |
| انگلستان          | ۱    | –   | –   | ۱   | ۲    | ۶     |
| فرانسه            | ۱    | –   | –   | ۱   | ۱    | ۲     |
| گرجستان           | ۱    | ۱   | –   | –   | ۲    | ۱     |
| آلمان             | ۲    | –   | –   | ۲   | –    | ۴     |
| غنا               | ۲    | ۲   | –   | –   | ۵    | –     |
| گوآم              | ۳    | ۳   | –   | –   | ۳۱   | –     |
| گواتمالا          | ۱    | –   | ۱   | –   | ۲    | ۲     |
| گینه              | ۲    | –   | ۱   | ۱   | ۲    | ۳     |
| هنگ کنگ           | ۹    | ۹   | –   | –   | ۲۳   | ۳     |
| مجارستان          | ۳    | –   | –   | ۳   | ۱    | ۶     |
| ایسلند            | ۱    | ۱   | –   | –   | ۱    | –     |
| هند               | ۸    | ۵   | ۱   | ۲   | ۱۷   | ۶     |
| اندونزی           | ۶    | ۵   | ۱   | –   | ۱۶   | ۳     |
| عراق              | ۲۸   | ۱۶  | ۶   | ۶   | ۳۷   | ۲۱    |
| ایرلند            | ۳    | ۱   | –   | ۲   | ۲    | ۴     |
| اسرائیل           | ۵    | ۳   | ۱   | ۱   | ۷    | ۶     |
| جامائیکا          | ۲    | ۲   | –   | –   | ۹    | ۱     |
| ژاپن              | ۱۹   | ۷   | ۶   | ۶   | ۲۱   | ۲۲    |
| اردن              | ۱۴   | ۷   | ۳   | ۴   | ۱۸   | ۱۱    |
| قزاقستان          | ۲    | ۲   | –   | –   | ۵    | –     |
| کنیا              | ۳    | ۳   | –   | –   | ۶    | ۱     |
| کرهٔ شمالی         | ۲۰   | ۱۶  | ۴   | –   | ۳۴   | ۹     |
| کرهٔ جنوبی         | ۳۳   | ۱۳  | ۱۰  | ۱۰  | ۳۴   | ۳۶    |
| کویت              | ۳۰   | ۱۳  | ۱۰  | ۷   | ۳۹   | ۳۱    |
| قرقیزستان         | ۶    | ۶   | –   | –   | ۲۵   | ۴     |
| لائوس             | ۳    | ۳   | –   | –   | ۲۰   | ۱     |
| لبنان             | ۱۲   | ۱۰  | ۱   | ۱   | ۳۱   | ۳     |
| لیبی              | ۱    | ۱   | –   | –   | ۴    | –     |
| لیتوانی           | ۱    | ۱   | –   | –   | ۱    | –     |
| مقدونیه           | ۳    | ۲   | ۱   | –   | ۷    | ۳     |
| ماداگاسکار        | ۱    | ۱   | –   | –   | ۱    | –     |
| مالزی             | ۴    | ۴   | –   | –   | ۸    | –     |
| مالدیو            | ۶    | ۶   | –   | –   | ۴۲   | –     |
| مالی              | ۱    | –   | –   | ۱   | ۱    | ۲     |
| مکزیک             | ۳    | –   | –   | ۳   | ۲    | ۹     |
| مونته‌نگرو         | ۲    | ۱   | ۱   | –   | ۲    | ۱     |
| مراکش             | ۱    | ۱   | –   | –   | ۱    | –     |
| برمه              | ۵    | ۳   | –   | ۲   | ۷    | ۴     |
| نپال              | ۵    | ۵   | –   | –   | ۲۵   | –     |
| هلند              | ۱    | –   | –   | ۱   | –    | ۳     |
| نیوزیلند          | ۲    | ۱   | ۱   | –   | ۳    | –     |
| نیکاراگوئه        | ۱    | ۱   | –   | –   | ۱    | –     |
| نیجریه            | ۲    | –   | ۱   | ۱   | –    | ۱     |
| عمان              | ۱۳   | ۷   | ۴   | ۲   | ۲۶   | ۱۵    |
| پاکستان           | ۱۴   | ۱۲  | ۱   | ۱   | ۵۸   | ۱۰    |
| فلسطین            | ۶    | ۴   | ۲   | –   | ۱۸   | ۳     |
| پاناما            | ۲    | ۲   | –   | –   | ۳    | ۱     |
| پاپوآ گینهٔ نو     | ۱    | ۱   | –   | –   | ۸    | ۱     |
| پاراگوئه          | ۱    | –   | ۱   | –   | ۱    | ۱     |
| پرو               | ۱    | –   | –   | ۱   | ۱    | ۴     |
| فیلیپین           | ۱    | ۱   | –   | –   | ۷    | ۱     |
| لهستان            | ۲    | –   | –   | ۲   | –    | ۳     |
| پرتغال            | ۳    | –   | ۱   | ۲   | ۱    | ۶     |
| قطر               | ۲۷   | ۱۷  | ۵   | ۵   | ۴۷   | ۲۱    |
| رومانی            | ۲    | –   | ۲   | –   | ۲    | ۲     |
| روسیه             | ۵    | ۱   | ۲   | ۲   | ۳    | ۵     |
| عربستان           | ۱۴   | ۴   | ۶   | ۴   | ۱۹   | ۱۳    |
| اسکاتلند          | ۱    | –   | ۱   | –   | ۱    | ۱     |
| سنگال             | ۲    | –   | ۲   | –   | ۲    | ۲     |
| صربستان           | ۳    | –   | ۱   | ۲   | ۱    | ۴     |
| سیرالئون          | ۱    | ۱   | –   | –   | ۴    | –     |
| سنگاپور           | ۳    | ۲   | ۱   | –   | ۱۰   | ۲     |
| اسلواکی           | ۲    | ۱   | –   | ۱   | ۶    | ۶     |
| اسپانیا           | ۱    | –   | –   | ۱   | –    | ۱     |
| سری‌لانکا          | ۲    | ۲   | –   | –   | ۱۱   | –     |
| سوئد              | ۱    | –   | –   | ۱   | ۱    | ۳     |
| سوریه             | ۳۱   | ۱۸  | ۱۲  | ۱   | ۵۳   | ۱۶    |
| تاجیکستان         | ۴    | ۴   | –   | –   | ۱۴   | ۱     |
| تایلند            | ۱۴   | ۱۱  | ۳   | –   | ۳۲   | ۵     |
| توگو              | ۲    | ۲   | –   | –   | ۴    | –     |
| ترینیداد و توباگو | ۲    | ۲   | –   | –   | ۳    | –     |
| تونس              | ۲    | –   | ۱   | ۱   | ۲    | ۳     |
| ترکیه             | ۶    | –   | ۲   | ۴   | ۲    | ۱۳    |
| ترکمنستان         | ۱۰   | ۵   | ۳   | ۲   | ۱۶   | ۸     |
| اوگاندا           | ۱    | –   | ۱   | –   | ۲    | ۲     |
| اوکراین           | ۱    | ۱   | –   | –   | ۱    | –     |
| امارات            | ۲۱   | ۱۷  | ۳   | ۱   | ۳۱   | ۵     |
| آمریکا            | ۳    | ۱   | ۱   | ۱   | ۳    | ۳     |
| اروگوئه           | ۲    | ۱   | ۱   | –   | ۲    | ۱     |
| ازبکستان          | ۱۶   | ۱۰  | ۵   | ۱   | ۲۰   | ۷     |
| ونزوئلا           | ۳    | ۲   | ۱   | –   | ۳    | ۱     |
| ویتنام            | ۱    | ۱   | –   | –   | ۲    | –     |
| ولز               | ۲    | ۱   | –   | ۱   | ۲    | ۱     |
| یمن               | ۳    | ۳   | –   | –   | ۱۱   | ۱     |
| یمن جنوبی         | ۳    | ۳   | –   | –   | ۱۲   | –     |
| زامبیا            | ۱    | ۱   | –   | –   | ۳    | ۲     |
| مجموع (۱۱۷)       | ۶۱۱  | ۳۵۳ | ۱۴۴ | ۱۱۴ | ۱۱۷۵ | ۴۷۸   |

### آمار بازی‌ها بر اساس قاره
| قاره      | بازی | پ   | ت   | ش   | زده  | خورده | امتیاز |
| --------- | ---- | --- | --- | --- | ---- | ----- | ------ |
| ای اف سی  | ۴۵۹  | ۲۹۳ | ۱۰۱ | ۶۵  | ۹۸۱  | ۳۰۲   | ۹۸۰    |
| کاف       | ۳۵   | ۱۷  | ۱۲  | ۶   | ۵۴   | ۲۷    | ۶۳     |
| کونکاکاف  | ۱۹   | ۱۱  | ۳   | ۵   | ۲۸   | ۱۹    | ۳۶     |
| کانمبول   | ۱۷   | ۵   | ۷   | ۵   | ۱۶   | ۱۹    | ۲۲     |
| اقیانوسیه | ۳    | ۲   | ۱   | –   | ۱۱   | ۱     | ۷      |
| یوفا      | ۷۸   | ۲۵  | ۲۰  | ۳۳  | ۸۵   | ۱۱۰   | ۹۵     |
| مجموع     | ۶۱۱  | ۳۵۳ | ۱۴۴ | ۱۱۴ | ۱۱۷۵ | ۴۷۸   | ۱۲۰۳   |

## آمار بازیکنان
تا تاریخ ۱۰ ژوئن ۲۰۲۵ (۲۰ خرداد ۱۴۰۴)
| #   | نام                   | دوران بازی | بازی ملی | گل ملی |
| --- | --------------------- | ---------- | -------- | ------ |
| ۱   | علیرضا عباسفرد        | ۲۰۰۸–۲۰۱۲  | ۳        | ۱      |
| ۲   | امیر مسعود برومند     | ۱۹۴۷–۱۹۵۸  | ۱۱       | ۷      |
| ۳   | نصرالله عبداللهی      | ۱۹۷۶–۱۹۸۰  | ۳۷       | ۱      |
| ۴   | احمدرضا عابدزاده      | ۱۹۸۷–۱۹۹۸  | ۷۳       | ۰      |
| ۵   | امیر عابدزاده         | ۲۰۱۸–۲۰۲۲  | ۱۱       | ۰      |
| ۶   | بهنام ابوالقاسم پور   | ۲۰۰۰       | ۴        | ۲      |
| ۷   | سید مهدی ابطحی        | ۱۹۸۵–۱۹۹۳  | ۳۳       | ۳      |
| ۸   | محمدرضا عادلخانی      | ۱۹۷۳–۱۹۷۸  | ۱۷       | ۲      |
| ۹   | نادر افشارعلوی نژاد   | ۱۹۵۰–۱۹۵۸  | ۸        | ۱      |
| ۱۰  | آرش افشین             | ۲۰۱۰–۲۰۱۲  | ۴        | ۱      |
| ۱۱  | عباس آقایی            | ۲۰۰۰–۲۰۰۸  | ۴        | ۰      |
| ۱۲  | مارکار آقاجانیان      | ۱۹۹۶–۱۹۹۷  | ۱        | ۰      |
| ۱۳  | هادی عقیلی            | ۲۰۰۶–۲۰۱۲  | ۶۹       | ۱۰     |
| ۱۴  | رضا احدی              | ۱۹۸۲–۱۹۹۳  | ۱۳       | ۲      |
| ۱۵  | احمد آهی              | ۲۰۱۲       | ۱        | ۰      |
| ۱۶  | رحمان احمدی           | ۲۰۰۸–۲۰۱۴  | ۱۱       | ۰      |
| ۱۷  | جلال اکبری            | ۲۰۰۷       | ۱        | ۰      |
| ۱۸  | یدالله اکبری          | ۲۰۰۰–۲۰۰۳  | ۱۲       | ۱      |
| ۱۹  | علیرضا اکبرپور        | ۱۹۹۸–۲۰۰۰  | ۳        | ۰      |
| ۲۰  | سیاوش اکبرپور         | ۲۰۰۶–۲۰۰۹  | ۶        | ۰      |
| ۲۱  | ادموند اختر           | ۱۹۹۶       | ۶        | ۲      |
| ۲۲  | محمد علوی             | ۲۰۰۴–۲۰۰۶  | ۲۲       | ۲      |
| ۲۳  | احمد آل نعمه          | ۲۰۰۷–۲۰۱۴  | ۹        | ۱      |
| ۲۴  | حمیدرضا علی‌عسگری      | ۲۰۱۰       | ۱        | ۰      |
| ۲۵  | حمید علیدوستی         | ۱۹۷۷–۱۹۸۶  | ۲۷       | ۱۵     |
| ۲۶  | علی علیپور            | ۲۰۱۸–      | ۵        | ۰      |
| ۲۷  | امید عالیشاه          | ۲۰۱۵       | ۲        | ۰      |
| ۲۸  | جواد الله‌وردی         | ۱۹۷۸       | ۲        | ۰      |
| ۲۹  | مهدی امیرآبادی        | ۲۰۰۰–۲۰۰۵  | ۲۰       | ۰      |
| ۳۰  | منصور امیرآصفی        | ۱۹۵۹–۱۹۶۴  | ۱۵       | ۰      |
| ۳۱  | وحید امیری            | ۲۰۱۵–۲۰۲۳  | ۷۱       | ۲      |
| ۳۲  | علی انصاریان          | ۱۹۹۸–۲۰۰۷  | ۶        | ۰      |
| ۳۳  | کریم انصاری‌فرد        | ۲۰۰۹–۲۰۲۴  | ۱۰۴      | ۳۰     |
| ۳۴  | محمدحسن انصاری‌فرد     | ۱۹۸۵–۱۹۹۲  | ۱۴       | ۳      |
| ۳۵  | مصطفی عرب             | ۱۹۵۹–۱۹۷۲  | ۴۸       | ۲      |
| ۳۶  | ضیا عربشاهی           | ۱۹۸۲–۱۹۸۸  | ۱۹       | ۲      |
| ۳۷  | داوود ارغوانی         | ۱۹۵۸       | ۱        | ۰      |
| ۳۸  | مرتضی اسدی            | ۲۰۰۷–۲۰۱۰  | ۴        | ۰      |
| ۳۹  | مهدی عسگرخانی         | ۱۹۷۶       | ۱        | ۰      |
| ۴۰  | حسن اشجاری            | ۲۰۰۸–۲۰۱۰  | ۱۳       | ۰      |
| ۴۱  | فرزاد آشوبی           | ۲۰۰۷–۲۰۱۰  | ۸        | ۰      |
| ۴۲  | محسن عاشوری           | ۱۹۸۸–۱۹۹۲  | ۱۱       | ۰      |
| ۴۳  | ابراهیم آشتیانی       | ۱۹۶۸–۱۹۷۴  | ۳۵       | ۱      |
| ۴۴  | آشوت آوتیان           | ۱۹۴۸       | ۱        | ۰      |
| ۴۵  | علیرضا عزیزی          | ۱۹۷۲–۱۹۷۶  | ۱۰       | ۳      |
| ۴۶  | خداداد عزیزی          | ۱۹۹۲–۲۰۰۴  | ۴۵       | ۱۱     |
| ۴۷  | سعید عزیزیان          | ۱۹۹۰–۱۹۹۱  | ۲        | ۰      |
| ۴۸  | سردار آزمون           | ۲۰۱۴–      | ۹۱       | ۵۷     |
| ۴۹  | حسین بادامکی          | ۲۰۰۶–۲۰۱۲  | ۷        | ۲      |
| ۵۰  | علی بداوی             | ۲۰۰۲–۲۰۰۶  | ۲۴       | ۰      |
| ۵۱  | کریم باقری            | ۱۹۹۳–۲۰۱۰  | ۸۷       | ۵۰     |
| ۵۲  | علی باغمیشه           | ۱۹۹۹       | ۱        | ۰      |
| ۵۳  | یونس باهنر            | ۱۹۹۸–۲۰۰۲  | ۲        | ۰      |
| ۵۴  | سهراب بختیاری زاده    | ۱۹۹۷–۲۰۰۶  | ۳۳       | ۴      |
| ۵۵  | میثم بائو             | ۲۰۰۷–۲۰۱۰  | ۶        | ۰      |
| ۵۶  | آریا برزگر            | ۲۰۲۲       | ۱        | ۰      |
| ۵۷  | محمد برزگر            | ۱۹۹۸–۲۰۰۰  | ۲        | ۰      |
| ۵۸  | عبدالرضا برزگری       | ۱۹۷۸–۱۹۸۰  | ۱۵       | ۸      |
| ۵۹  | کریم باوی             | ۱۹۸۵–۱۹۸۹  | ۲۳       | ۱۰     |
| ۶۰  | شاهین بیانی           | ۱۹۸۴–۱۹۹۰  | ۱۶       | ۰      |
| ۶۱  | شاهرخ بیانی           | ۱۹۸۴–۱۹۹۰  | ۳۱       | ۸      |
| ۶۲  | محمود بیاتی           | ۱۹۵۰–۱۹۵۹  | ۸        | ۰      |
| ۶۳  | محمد بیاتی            | ۱۹۵۸–۱۹۶۴  | ۷        | ۰      |
| ۶۴  | محسن بیاتی‌نیا         | ۲۰۰۲–۲۰۰۳  | ۸        | ۰      |
| ۶۵  | همایون بهزادی         | ۱۹۶۲–۱۹۷۲  | ۳۵       | ۱۱     |
| ۶۶  | هاشم بیک زاده         | ۲۰۰۶–۲۰۱۶  | ۲۰       | ۱      |
| ۶۷  | علیرضا بیرانوند       | ۲۰۱۵–      | ۸۰       | ۰      |
| ۶۸  | استیون بیت‌آشور        | ۲۰۱۳–۲۰۱۴  | ۶        | ۰      |
| ۶۹  | محسن بنگر             | ۲۰۰۳–۲۰۱۴  | ۱۴       | ۰      |
| ۷۰  | ادموند بزیک           | ۱۹۹۹–۲۰۰۵  | ۷        | ۰      |
| ۷۱  | مجید بیشکار           | ۱۹۷۶–۱۹۷۸  | ۲        | ۰      |
| ۷۲  | آرش برهانی            | ۲۰۰۳–۲۰۱۰  | ۳۷       | ۱۰     |
| ۷۳  | پرويز برومند          | ۱۹۹۸–۲۰۰۱  | ۲۰       | ۰      |
| ۷۴  | عبدالعلی چنگیز        | ۱۹۸۴–۱۹۸۶  | ۱۶       | ۳      |
| ۷۵  | روزبه چشمی            | ۲۰۱۷–      | ۳۷       | ۳      |
| ۷۶  | بهزاد داداش‌زاده       | ۱۹۹۳–۱۹۹۶  | ۷        | ۰      |
| ۷۷  | محمد دادکان           | ۱۹۷۸–۱۹۸۲  | ۶        | ۰      |
| ۷۸  | علی دایی              | ۱۹۹۳–۲۰۰۶  | ۱۴۸      | ۱۰۹    |
| ۷۹  | ایرج دانایی‌فرد        | ۱۹۷۷–۱۹۸۰  | ۱۷       | ۳      |
| ۸۰  | دانیال داوری          | ۲۰۱۳–۲۰۱۴  | ۴        | ۰      |
| ۸۱  | پرویز دهداری          | ۱۹۵۵–۱۹۶۵  | ۱۰       | ۴      |
| ۸۲  | قاسم دهنوی            | ۲۰۱۲       | ۶        | ۳      |
| ۸۳  | اشکان دژاگه           | ۲۰۱۲–۲۰۱۹  | ۵۹       | ۱۱     |
| ۸۴  | حمید درخشان           | ۱۹۸۰–۱۹۹۳  | ۴۱       | ۹      |
| ۸۵  | سیروس دین‌محمدی        | ۱۹۹۳–۲۰۰۲  | ۴۴       | ۶      |
| ۸۶  | مهدی دینورزاده        | ۱۹۷۷–۱۹۸۴  | ۲۶       | ۰      |
| ۸۷  | حمیدرضا ابراهیمی      | ۲۰۰۰       | ۳        | ۰      |
| ۸۸  | محمد ابراهیمی         | ۲۰۱۲       | ۴        | ۰      |
| ۸۹  | امید ابراهیمی         | ۲۰۱۲–۲۰۲۴  | ۶۴       | ۱      |
| ۹۰  | محمود ابراهیم‌زاده     | ۱۹۷۷–۱۹۸۰  | ۵        | ۲      |
| ۹۱  | اکبر افتخاری          | ۱۹۶۶–۱۹۷۲  | ۱۱       | ۲      |
| ۹۲  | سید علی افتخاری       | ۱۹۸۸–۱۹۹۴  | ۲۱       | ۱      |
| ۹۳  | علیرضا امامی‌فر        | ۱۹۹۸–۲۰۰۰  | ۲۰       | ۰      |
| ۹۴  | غلام‌رضا عنایتی        | ۲۰۰۲–۲۰۰۸  | ۳۰       | ۸      |
| ۹۵  | آندرانیک اسکندریان    | ۱۹۷۵–۱۹۷۸  | ۲۹       | ۰      |
| ۹۶  | فریبرز اسماعیلی       | ۱۹۶۴–۱۹۶۸  | ۱۴       | ۴      |
| ۹۷  | حمید استیلی           | ۱۹۹۲–۲۰۰۰  | ۸۲       | ۱۲     |
| ۹۸  | سعید عزت‌اللهی         | ۲۰۱۵–      | ۷۷       | ۱      |
| ۹۹  | میلاد فخرالدینی       | ۲۰۱۲       | ۲        | ۰      |
| ۱۰۰ | فرشاد فلاحت زاده      | ۱۹۹۳–۱۹۹۸  | ۱۱       | ۰      |
| ۱۰۱ | داوود فنایی           | ۲۰۰۰–۲۰۰۲  | ۵        | ۰      |
| ۱۰۲ | حسین فرکی             | ۱۹۷۷–۱۹۸۰  | ۲۲       | ۱۱     |
| ۱۰۳ | بهتاش فریبا           | ۱۹۷۷–۱۹۸۶  | ۱۶       | ۱۲     |
| ۱۰۴ | غلامحسین فرزامی       | ۱۹۶۶–۱۹۶۸  | ۸        | ۱      |
| ۱۰۵ | فراز فاطمی            | ۲۰۰۱–۲۰۰۲  | ۱۱       | ۱      |
| ۱۰۶ | غلامرضا فتح‌آبادی      | ۱۹۸۰–۱۹۸۶  | ۱۲       | ۵      |
| ۱۰۷ | حسین فکری             | ۱۹۵۱       | ۲        | ۰      |
| ۱۰۸ | محمود فکری            | ۱۹۹۸–۲۰۰۶  | ۲۰       | ۱      |
| ۱۰۹ | امیرحسین فشنگچی       | ۲۰۰۹–۲۰۱۲  | ۴        | ۰      |
| ۱۱۰ | مهدی فنونی زاده       | ۱۹۸۶–۱۹۹۴  | ۴۱       | ۲      |
| ۱۱۱ | مرتضی فنونی زاده      | ۱۹۸۶–۱۹۹۰  | ۱۷       | ۰      |
| ۱۱۲ | محسن فروزان           | ۲۰۱۲–۲۰۱۵  | ۳        | ۰      |
| ۱۱۳ | ناظم گنجاپور          | ۱۹۶۷       | ۱        | ۰      |
| ۱۱۴ | محسن گروسی            | ۱۹۸۹–۱۹۹۷  | ۳۲       | ۸      |
| ۱۱۵ | وریا غفوری            | ۲۰۱۴–۲۰۱۹  | ۲۸       | ۰      |
| ۱۱۶ | امیر قلعه‌نویی         | ۱۹۸۵–۱۹۹۶  | ۲۰       | ۱      |
| ۱۱۷ | ابراهیم قاسم پور      | ۱۹۷۵–۱۹۷۸  | ۳۱       | ۰      |
| ۱۱۸ | علیرضا قشقاییان       | ۱۹۷۵–۱۹۷۸  | ۵        | ۰      |
| ۱۱۹ | مهدی قایدی            | ۲۰۲۰–      | ۲۷       | ۹      |
| ۱۲۰ | سیروس قایقران         | ۱۹۸۶–۱۹۹۳  | ۴۳       | ۶      |
| ۱۲۱ | وحید قلیچ             | ۱۹۹۲       | ۱        | ۰      |
| ۱۲۲ | پرویز قلیچ‌خانی        | ۱۹۶۴–۱۹۷۷  | ۶۶       | ۱۴     |
| ۱۲۳ | سامان قدوس            | ۲۰۱۷–      | ۵۹       | ۳      |
| ۱۲۴ | محمد غلامی            | ۲۰۱۰–۲۰۱۳  | ۱۳       | ۲      |
| ۱۲۵ | مجید غلام نژاد        | ۲۰۰۸–۲۰۱۰  | ۱۷       | ۱      |
| ۱۲۶ | بهزاد غلامپور         | ۱۹۹۰–۱۹۹۹  | ۲۸       | ۰      |
| ۱۲۷ | علی قلی‌زاده           | ۲۰۱۸–      | ۴۲       | ۶      |
| ۱۲۸ | عارف قلی‌زاده          | ۱۹۵۱–۱۹۶۲  | ۹        | ۰      |
| ۱۲۹ | رضا قوچان‌نژاد         | ۲۰۱۲–۲۰۱۸  | ۴۴       | ۱۷     |
| ۱۳۰ | جواد قراب             | ۱۹۷۱–۱۹۷۴  | ۱۸       | ۰      |
| ۱۳۱ | پیروز قربانی          | ۲۰۰۷–۲۰۱۱  | ۶        | ۰      |
| ۱۳۲ | یحیی گل‌محمدی          | ۱۹۹۳–۲۰۰۶  | ۷۴       | ۵      |
| ۱۳۳ | شهاب گردان            | ۲۰۱۰–۲۰۱۲  | ۳        | ۰      |
| ۱۳۴ | گودرز حبیبی           | ۱۹۶۶       | ۵        | ۰      |
| ۱۳۵ | قاسم حدادی‌فر          | ۲۰۱۰–۲۰۱۴  | ۱۶       | ۰      |
| ۱۳۶ | علیرضا حقیقی          | ۲۰۱۲–۲۰۱۸  | ۲۳       | ۰      |
| ۱۳۷ | رضا حقیقی             | ۲۰۰۹–۲۰۱۴  | ۸        | ۰      |
| ۱۳۸ | کارو حق وردیان        | ۱۹۶۸–۱۹۷۵  | ۲۳       | ۲      |
| ۱۳۹ | مهدی حاج محمد         | ۱۹۷۰       | ۲        | ۰      |
| ۱۴۰ | اسماعیل حاج‌رحیمی‌پور   | ۱۹۷۳–۱۹۷۵  | ۲        | ۰      |
| ۱۴۱ | علی‌رضا حاج‌قاسم        | ۱۹۷۲       | ۴        | ۰      |
| ۱۴۲ | ناصر حاجی مختار       | ۱۹۵۹       | ۶        | ۰      |
| ۱۴۳ | منصور حاجیان          | ۱۹۴۷–۱۹۵۱  | ۶        | ۰      |
| ۱۴۴ | افشین حاجی پور        | ۱۹۹۸       | ۱        | ۰      |
| ۱۴۵ | احسان حاج‌صفی          | ۲۰۰۸–۲۰۲۴  | ۱۴۲      | ۷      |
| ۱۴۶ | اسماعیل حلالی         | ۱۹۹۷–۲۰۰۰  | ۱۵       | ۰      |
| ۱۴۷ | مجید حلوایی           | ۱۹۷۰–۱۹۷۴  | ۱۵       | ۲      |
| ۱۴۸ | ستار همدانی           | ۱۹۹۸–۲۰۰۱  | ۴۱       | ۱      |
| ۱۴۹ | علی حمودی             | ۲۰۰۸–۲۰۱۰  | ۲        | ۰      |
| ۱۵۰ | امیر هاشمی مقدم       | ۱۹۸۵–۱۹۹۰  | ۱۴       | ۰      |
| ۱۵۱ | وحید هاشمیان          | ۱۹۹۸–۲۰۰۹  | ۵۰       | ۱۵     |
| ۱۵۲ | مهدی هاشمی‌نسب         | ۱۹۹۹–۲۰۰۱  | ۲۸       | ۳      |
| ۱۵۳ | مهدی هاشم‌نژاد         | ۲۰۲۲–      | ۲        | ۰      |
| ۱۵۴ | احمد حسن‌زاده          | ۲۰۱۲       | ۴        | ۱      |
| ۱۵۵ | رضا حسن‌زاده           | ۱۹۹۰–۱۹۹۸  | ۲۴       | ۳      |
| ۱۵۶ | رضا حسن‌زاده           |            | ۱        | ۰      |
| ۱۵۷ | ایرج حاتم             | ۱۹۵۸       | ۱        | ۰      |
| ۱۵۸ | فرزاد حاتمی           | ۲۰۱۳       | ۱        | ۰      |
| ۱۵۹ | سپهر حیدری            | ۲۰۰۷–۲۰۰۹  | ۳        | ۰      |
| ۱۶۰ | ناصر حجازی            | ۱۹۶۸–۱۹۸۰  | ۶۲       | ۰      |
| ۱۶۱ | هاشم حیدری            | ۱۹۹۶–۱۹۹۷  | ۵        | ۰      |
| ۱۶۲ | خسرو حیدری            | ۲۰۰۷–۲۰۱۵  | ۵۹       | ۰      |
| ۱۶۳ | سید حسین حسینی        | ۲۰۱۸–      | ۱۲       | ۰      |
| ۱۶۴ | سید جلال حسینی        | ۲۰۰۷–۲۰۱۸  | ۱۱۵      | ۸      |
| ۱۶۵ | مجید حسینی            | ۲۰۱۸–      | ۲۸       | ۰      |
| ۱۶۶ | صفر ایرانپاک          | ۱۹۷۱–۱۹۷۵  | ۱۷       | ۳      |
| ۱۶۷ | علی جباری             | ۱۹۶۵–۱۹۷۴  | ۳۷       | ۱۳     |
| ۱۶۸ | مجتبی جباری           | ۲۰۰۵–۲۰۱۴  | ۳۱       | ۳      |
| ۱۶۹ | رضا جباری             | ۲۰۰۰       | ۱        | ۰      |
| ۱۷۰ | علیرضا جهانبخش        | ۲۰۱۳–      | ۹۱       | ۱۷     |
| ۱۷۱ | غفور جهانی            | ۱۹۷۴–۱۹۷۸  | ۳۰       | ۷      |
| ۱۷۲ | ابوالفضل جلالی        | ۲۰۲۱–      | ۶        | ۰      |
| ۱۷۳ | مهرداد جماعتی         | ۲۰۱۴       | ۴        | ۰      |
| ۱۷۴ | کامبیز جمالی          | ۱۹۵۹–۱۹۶۶  | ۱۴       | ۱      |
| ۱۷۵ | پژمان جمشیدی          | ۲۰۰۰–۲۰۰۲  | ۱۴       | ۱      |
| ۱۷۶ | سعید جان فدا          | ۱۹۸۷–۱۹۸۸  | ۲        | ۰      |
| ۱۷۷ | عزت جانملکی           | ۱۹۷۴       | ۶        | ۱      |
| ۱۷۸ | حمید جاسمیان          | ۱۹۶۳–۱۹۶۶  | ۱۰       | ۰      |
| ۱۷۹ | بیوک جدی کار          | ۱۹۵۰–۱۹۶۵  | ۲۹       | ۲      |
| ۱۸۰ | حسین کعبی             | ۲۰۰۲–۲۰۱۰  | ۸۴       | ۱      |
| ۱۸۱ | حسین کلانی            | ۱۹۶۷–۱۹۷۳  | ۲۴       | ۱۱     |
| ۱۸۲ | جلال کاملی مفرد       | ۲۰۰۲–۲۰۰۷  | ۲۹       | ۱      |
| ۱۸۳ | محمدحسین کنعانی‌زادگان | ۲۰۱۵–      | ۵۹       | ۶      |
| ۱۸۴ | عباس کارگر            | ۱۹۸۲       | ۲        | ۰      |
| ۱۸۵ | اکبر کارگرجم          | ۱۹۷۱–۱۹۷۴  | ۳۰       | ۱      |
| ۱۸۶ | علی کریمی             | ۱۹۹۸–۲۰۱۲  | ۱۲۷      | ۳۸     |
| ۱۸۷ | علی کریمی             | ۲۰۱۶–۲۰۲۳  | ۱۹       | ۰      |
| ۱۸۸ | ابراهیم کریمی         | ۲۰۱۲       | ۱        | ۰      |
| ۱۸۹ | یعقوب کریمی           | ۲۰۱۲–۲۰۱۴  | ۶        | ۴      |
| ۱۹۰ | پیر کارلو             | ۱۹۴۸       | ۱        | ۰      |
| ۱۹۱ | جعفر کاشانی           | ۱۹۶۸–۱۹۷۴  | ۳۸       | ۰      |
| ۱۹۲ | حامد کاویانپور        | ۲۰۰۰–۲۰۰۴  | ۵۳       | ۱      |
| ۱۹۳ | حسین کاظمی            | ۲۰۰۶–۲۰۰۹  | ۱۲       | ۱      |
| ۱۹۴ | جواد کاظمیان          | ۲۰۰۱–۲۰۱۱  | ۴۴       | ۴      |
| ۱۹۵ | حسین کازرانی          | ۱۹۷۳–۱۹۷۸  | ۲۵       | ۲      |
| ۱۹۶ | مرتضی کرمانی‌مقدم      | ۱۹۸۸–۱۹۹۲  | ۲۴       | ۳      |
| ۱۹۷ | حبیب خبیری            | ۱۹۷۷–۱۹۸۰  | ۱۸       | ۲      |
| ۱۹۸ | محمد خاکپور           | ۱۹۸۹–۲۰۰۰  | ۵۰       | ۲      |
| ۱۹۹ | محمدرضا خلعتبری       | ۲۰۰۵–۲۰۱۵  | ۶۰       | ۵      |
| ۲۰۰ | رضا خالقی فر          | ۲۰۰۸       | ۱        | ۰      |
| ۲۰۱ | محسن خلیلی            | ۲۰۰۷–۲۰۱۰  | ۱۲       | ۱      |
| ۲۰۲ | شجاع خلیل‌زاده         | ۲۰۰۹–      | ۵۰       | ۲      |
| ۲۰۳ | محمدرضا خانزاده       | ۲۰۱۲–۲۰۱۸  | ۱۳       | ۱      |
| ۲۰۴ | حسین خطیبی            | ۱۹۹۷–۱۹۹۹  | ۳        | ۱      |
| ۲۰۵ | رسول خطیبی            | ۱۹۹۹–۲۰۰۸  | ۲۷       | ۵      |
| ۲۰۶ | مجاهد خذیراوی         | ۲۰۰۱–۲۰۰۲  | ۸        | ۱      |
| ۲۰۷ | محمدحسین خداپرست      | ۱۹۶۴       | ۱        | ۰      |
| ۲۰۸ | محمود خوردبین         | ۱۹۷۲       | ۲        | ۰      |
| ۲۰۹ | علیرضا خورشیدی        | ۱۹۷۱–۱۹۷۷  | ۱۸       | ۵      |
| ۲۱۰ | پرویز کوزه کنانی      | ۱۹۵۰–۱۹۶۲  | ۷        | ۲      |
| ۲۱۱ | رسول کربکندی          | ۱۹۷۰–۱۹۷۸  | ۲        | ۰      |
| ۲۱۲ | حسن کردستانی          | ۱۹۴۷–۱۹۵۱  | ۴        | ۰      |
| ۲۱۳ | حامد لک               | ۲۰۱۲–۲۰۱۸  | ۳        | ۰      |
| ۲۱۴ | علی لطیفی             | ۱۹۹۸       | ۳        | ۰      |
| ۲۱۵ | نادر لطیفی            | ۱۹۶۴–۱۹۶۵  | ۵        | ۰      |
| ۲۱۶ | مهدی لواسانی          | ۱۹۶۹–۱۹۷۳  | ۷        | ۰      |
| ۲۱۷ | سعید لطفی             | ۲۰۰۲–۲۰۰۶  | ۱۲       | ۱      |
| ۲۱۸ | مهرزاد معدنچی         | ۲۰۰۳–۲۰۱۰  | ۴۲       | ۸      |
| ۲۱۹ | داوود مهابادی         | ۱۹۹۸       | ۱        | ۰      |
| ۲۲۰ | محمدرضا مهدوی         | ۱۹۹۴–۲۰۰۲  | ۶        | ۱      |
| ۲۲۱ | مهدی مهدوی‌کیا         | ۱۹۹۶–۲۰۰۹  | ۱۱۰      | ۱۳     |
| ۲۲۲ | حسین ماهینی           | ۲۰۱۱–۲۰۱۷  | ۲۳       | ۰      |
| ۲۲۳ | فرهاد مجیدی           | ۱۹۹۶–۲۰۱۱  | ۴۵       | ۱۰     |
| ۲۲۴ | فرزاد مجیدی           | ۲۰۰۴–۲۰۰۶  | ۲        | ۰      |
| ۲۲۵ | سوشا مکانی            | ۲۰۱۲–۲۰۱۸  | ۵        | ۰      |
| ۲۲۶ | جواد منافی            | ۱۹۹۳–۱۹۹۴  | ۸        | ۲      |
| ۲۲۷ | میثم منیعی            | ۲۰۰۵–۲۰۰۶  | ۳        | ۰      |
| ۲۲۸ | علیرضا منصوریان       | ۱۹۹۶–۱۹۹۸  | ۴۷       | ۷      |
| ۲۲۹ | عبدالصمد مرفاوی       | ۱۹۸۶–۱۹۹۴  | ۳۱       | ۱۱     |
| ۲۳۰ | ژرژ مارکاریان         | ۱۹۵۱       | ۴        | ۰      |
| ۲۳۱ | روبرت مارکوسی         | ۲۰۰۶       | ۲        | ۰      |
| ۲۳۲ | مسیح مسیح نیا         | ۱۹۷۴–۱۹۷۵  | ۸        | ۰      |
| ۲۳۳ | مهدی مسعودانصاری      | ۱۹۵۰–۱۹۵۲  | ۴        | ۲      |
| ۲۳۴ | بهرام مودت            | ۱۹۷۳–۱۹۷۸  | ۱۰       | ۰      |
| ۲۳۵ | محمد مایلی‌کهن         | ۱۹۷۸–۱۹۸۲  | ۶        | ۰      |
| ۲۳۶ | رشید مظاهری           | ۲۰۱۶–۲۰۱۷  | ۳        | ۰      |
| ۲۳۷ | غلامحسین مظلومی       | ۱۹۶۹–۱۹۷۷  | ۴۰       | ۱۹     |
| ۲۳۸ | حسین مسگر ساروی       | ۱۹۸۵–۱۹۸۶  | ۱۵       | ۰      |
| ۲۳۹ | میلاد میداوودی        | ۲۰۰۷–۲۰۱۱  | ۲۹       | ۶      |
| ۲۴۰ | مائیس میناسیان        | ۱۹۷۵–۱۹۷۸  | ۴        | ۰      |
| ۲۴۱ | مهرداد میناوند        | ۱۹۹۶–۲۰۰۳  | ۶۸       | ۴      |
| ۲۴۲ | فتح الله مین باشیان   | ۱۹۴۱       | ۱        | ۰      |
| ۲۴۳ | نادر میراحمدیان       | ۱۹۹۰       | ۲        | ۰      |
| ۲۴۴ | رحیم میرآخوری         | ۱۹۸۴–۱۹۸۵  | ۱۰       | ۰      |
| ۲۴۵ | سهام الدین میرفخرایی  | ۱۹۷۴–۱۹۷۷  | ۷        | ۰      |
| ۲۴۶ | صابر میرقربانی        | ۲۰۰۷       | ۱        | ۰      |
| ۲۴۷ | ابراهیم میرزاپور      | ۲۰۰۱–۲۰۱۱  | ۷۱       | ۰      |
| ۲۴۸ | ایمان مبعلی           | ۲۰۰۱–۲۰۱۱  | ۶۰       | ۲      |
| ۲۴۹ | علی‌اصغر مدیرروستا     | ۱۹۹۰–۱۹۹۸  | ۳۰       | ۹      |
| ۲۵۰ | علیرضا محمد           | ۲۰۰۹       | ۳        | ۰      |
| ۲۵۱ | مهرداد محمدی          | ۲۰۱۹–۲۰۲۳  | ۵        | ۲      |
| ۲۵۲ | میلاد محمدی           | ۲۰۱۵–      | ۷۰       | ۱      |
| ۲۵۳ | محمد محمدی            | ۲۰۰۹       | ۱        | ۰      |
| ۲۵۴ | نادر محمدخانی         | ۱۹۸۸–۱۹۹۹  | ۶۴       | ۱      |
| ۲۵۵ | ناصر محمدخانی         | ۱۹۸۲–۱۹۹۰  | ۲۷       | ۱۴     |
| ۲۵۶ | مجتبی محرمی           | ۱۹۸۸–۱۹۹۶  | ۳۷       | ۵      |
| ۲۵۷ | صادق محرمی            | ۲۰۱۸–      | ۳۰       | ۱      |
| ۲۵۸ | محمد محبی             | ۲۰۱۹–      | ۲۸       | ۱۱     |
| ۲۵۹ | مسعود مژدهی           | ۱۹۷۳–۱۹۷۵  | ۵        | ۰      |
| ۲۶۰ | جعفر مختاری‌فر         | ۱۹۸۴–۱۹۸۹  | ۱۵       | ۱      |
| ۲۶۱ | محمد مؤمنی            | ۱۹۹۶       | ۱        | ۰      |
| ۲۶۲ | مهدی مناجاتی          | ۱۹۶۹–۱۹۷۴  | ۱۵       | ۱      |
| ۲۶۳ | پژمان منتظری          | ۲۰۰۸–۲۰۱۹  | ۵۱       | ۲      |
| ۲۶۴ | فریبرز مرادی          | ۱۹۸۹       | ۱        | ۰      |
| ۲۶۵ | داریوش مصطفوی         | ۱۹۶۴–۱۹۷۱  | ۵        | ۰      |
| ۲۶۶ | علی موسوی             | ۱۹۹۶–۲۰۰۰  | ۲۸       | ۹      |
| ۲۶۷ | مصطفی مسلمی           | ۱۹۷۷       | ۲        | ۰      |
| ۲۶۸ | غلامرضا نعلچگر        | ۱۹۸۰       | ۸        | ۱      |
| ۲۶۹ | محمد نادری            | ۲۰۱۹       | ۱        | ۰      |
| ۲۷۰ | نیما نکیسا            | ۱۹۹۶–۱۹۹۸  | ۱۳       | ۰      |
| ۲۷۱ | مجید نامجو مطلق       | ۱۹۸۶–۱۹۹۷  | ۴۴       | ۴      |
| ۲۷۲ | مهدی نصیراوغلو        | ۱۹۵۱–۱۹۵۲  | ۴        | ۰      |
| ۲۷۳ | محمد نوازی            | ۱۹۹۷–۲۰۰۲  | ۱۹       | ۱      |
| ۲۷۴ | محرم نویدکیا          | ۲۰۰۲–۲۰۰۹  | ۲۵       | ۱      |
| ۲۷۵ | حسن نایب آقا          | ۱۹۷۴–۱۹۷۸  | ۱۹       | ۰      |
| ۲۷۶ | حسن نظری              | ۱۹۷۵–۱۹۷۸  | ۳۵       | ۱      |
| ۲۷۷ | محمدمهدی نظری         | ۲۰۱۲       | ۲        | ۰      |
| ۲۷۸ | امید نظری             | ۲۰۱۲       | ۵        | ۱      |
| ۲۷۹ | جواد نکونام           | ۲۰۰۰–۲۰۱۵  | ۱۴۹      | ۳۸     |
| ۲۸۰ | سیامک نعمتی           | ۲۰۲۰–۲۰۲۱  | ۳        | ۰      |
| ۲۸۱ | علی نیاکانی           | ۱۹۷۴       | ۳        | ۰      |
| ۲۸۲ | پیام نیازمند          | ۲۰۲۰–      | ۹        | ۰      |
| ۲۸۳ | کرم نیرلو             | ۱۹۶۴–۱۹۶۵  | ۲        | ۱      |
| ۲۸۴ | آرش نوآموز            | ۱۹۹۲–۱۹۹۳  | ۳        | ۰      |
| ۲۸۵ | لیث نوبری             | ۲۰۰۰       | ۳        | ۰      |
| ۲۸۶ | هادی نوروزی           | ۲۰۰۹–۲۰۱۱  | ۱۰       | ۰      |
| ۲۸۷ | رضا نوروزی            | ۲۰۱۰       | ۶        | ۰      |
| ۲۸۸ | محمد نصرتی            | ۲۰۰۲–۲۰۱۳  | ۸۱       | ۵      |
| ۲۸۹ | ناصر نورایی           | ۱۹۷۵–۱۹۸۰  | ۱۰       | ۵      |
| ۲۹۰ | میلاد نوری            | ۲۰۱۲       | ۲        | ۰      |
| ۲۹۱ | محمد نوری             | ۲۰۰۸–۲۰۱۳  | ۲۷       | ۴      |
| ۲۹۲ | پژمان نوری            | ۲۰۰۳–۲۰۱۳  | ۴۹       | ۴      |
| ۲۹۳ | غلامحسین نوریان       | ۱۹۵۹–۱۹۶۴  | ۱۱       | ۰      |
| ۲۹۴ | احمد نوراللهی         | ۲۰۱۸–۲۰۲۳  | ۳۱       | ۳      |
| ۲۹۵ | عباس نوین روزگار      | ۱۹۷۳       | ۱        | ۰      |
| ۲۹۶ | مهرداد اولادی         | ۲۰۰۹–۲۰۱۴  | ۱۳       | ۱      |
| ۲۹۷ | حنیف عمران‌زاده        | ۲۰۰۹–۲۰۱۰  | ۵        | ۰      |
| ۲۹۸ | علی اکبر استاداسدی    | ۱۹۹۶–۱۹۹۸  | ۳۳       | ۰      |
| ۲۹۹ | علی میرزا استواری     | ۱۹۹۶–۱۹۹۷  | ۳        | ۱      |
| ۳۰۰ | محمد پنجعلی           | ۱۹۷۸–۱۹۹۱  | ۴۵       | ۰      |
| ۳۰۱ | علی پروین             | ۱۹۷۰–۱۹۸۰  | ۷۶       | ۱۳     |
| ۳۰۲ | محمد پروین            | ۲۰۰۸       | ۱        | ۰      |
| ۳۰۳ | مهدی پاشازاده         | ۱۹۹۷–۱۹۹۸  | ۱۲       | ۰      |
| ۳۰۴ | افشین پیروانی         | ۱۹۹۳–۲۰۰۲  | ۶۵       | ۰      |
| ۳۰۵ | فرشاد پیوس            | ۱۹۸۴–۱۹۹۴  | ۳۴       | ۱۸     |
| ۳۰۶ | مهرداد پولادی         | ۲۰۱۱–۲۰۱۵  | ۲۹       | ۰      |
| ۳۰۷ | مرتضی پورعلی‌گنجی      | ۲۰۱۵–      | ۵۴       | ۳      |
| ۳۰۸ | عزت‌الله پورقاز        | ۲۰۱۵–۲۰۱۷  | ۸        | ۰      |
| ۳۰۹ | عباس قریب             | ۱۹۴۱       | ۱        | ۰      |
| ۳۱۰ | سروش رفیعی            | ۲۰۱۴–۲۰۱۵  | ۴        | ۰      |
| ۳۱۱ | بهروز رهبری‌فر         | ۱۹۹۹–۲۰۰۱  | ۲۴       | ۰      |
| ۳۱۲ | سیامک رحیم‌پور         | ۱۹۸۶–۱۹۸۹  | ۱۰       | ۰      |
| ۳۱۳ | بختیار رحمانی         | ۲۰۱۳–۲۰۱۴  | ۴        | ۰      |
| ۳۱۴ | کیانوش رحمتی          | ۲۰۰۶–۲۰۰۹  | ۱۵       | ۳      |
| ۳۱۵ | سید مهدی رحمتی        | ۲۰۰۴–۲۰۱۲  | ۷۶       | ۰      |
| ۳۱۶ | مهدی رجب‌زاده          | ۲۰۰۴–۲۰۰۸  | ۱۶       | ۴      |
| ۳۱۷ | محمد رنجبر            | ۱۹۵۹–۱۹۶۷  | ۲۳       | ۰      |
| ۳۱۸ | منصور رشیدی           | ۱۹۷۲–۱۹۸۵  | ۲۰       | ۰      |
| ۳۱۹ | غلامرضا رضایی         | ۲۰۰۸–۲۰۱۳  | ۵۰       | ۱۱     |
| ۳۲۰ | مجید رضایی            | ۱۹۸۶–۱۹۸۸  | ۳        | ۰      |
| ۳۲۱ | رحمان رضایی           | ۲۰۰۱–۲۰۰۹  | ۵۴       | ۳      |
| ۳۲۲ | شیث رضایی             | ۲۰۰۶–۲۰۰۹  | ۸        | ۱      |
| ۳۲۳ | رامین رضاییان         | ۲۰۱۵–۲۰۲۴  | ۶۵       | ۶      |
| ۳۲۴ | رضا رضایی منش         | ۱۹۹۲–۱۹۹۸  | ۱۴       | ۰      |
| ۳۲۵ | حسن رودباریان         | ۲۰۰۴–۲۰۰۷  | ۱۸       | ۰      |
| ۳۲۶ | حسن روشن              | ۱۹۷۴–۱۹۸۰  | ۴۸       | ۱۳     |
| ۳۲۷ | نعیم سعداوی           | ۱۹۹۶–۱۹۹۸  | ۲۶       | ۱      |
| ۳۲۸ | اکبر صادقی            | ۲۰۱۲       | ۱        | ۰      |
| ۳۲۹ | امیرحسین صادقی        | ۲۰۰۵–۲۰۱۵  | ۲۲       | ۱      |
| ۳۳۰ | امیرعلی صادقی         | ۲۰۲۲       | ۱        | ۰      |
| ۳۳۱ | ابراهیم صادقی         | ۲۰۰۷–۲۰۰۸  | ۱۵       | ۱      |
| ۳۳۲ | محمد صادقی            | ۱۹۷۰–۱۹۷۸  | ۳۸       | ۴      |
| ۳۳۳ | پیام صادقیان          | ۲۰۱۲–۲۰۱۴  | ۵        | ۱      |
| ۳۳۴ | عبدالله ساعدی         | ۱۹۶۳–۱۹۶۸  | ۵        | ۰      |
| ۳۳۵ | جعفر سلمانی           | ۲۰۲۱       | ۲        | ۰      |
| ۳۳۶ | علی سامره             | ۲۰۰۲–۲۰۰۷  | ۲۵       | ۲      |
| ۳۳۷ | احمد سنجری            | ۱۹۷۸–۱۹۸۴  | ۱۶       | ۰      |
| ۳۳۸ | میلاد سرلک            | ۲۰۲۱–۲۰۲۳  | ۱۳       | ۰      |
| ۳۳۹ | اللهیار صیادمنش       | ۲۰۱۹–      | ۸        | ۱      |
| ۳۴۰ | بهنام سراج            | ۱۹۹۶–۲۰۰۵  | ۲        | ۰      |
| ۳۴۱ | داوود سیدعباسی        | ۲۰۰۰–۲۰۰۴  | ۱۳       | ۰      |
| ۳۴۲ | سیدمهدی سیدصالحی      | ۲۰۰۸–۲۰۱۰  | ۸        | ۱      |
| ۳۴۳ | حمید شفیعی            | ۲۰۰۳–۲۰۰۶  | ۳        | ۰      |
| ۳۴۴ | گارنیک شه بندری       | ۱۹۷۶       | ۲        | ۰      |
| ۳۴۵ | جمشید شاه‌محمدی        | ۱۹۸۸–۱۹۹۴  | ۱۲       | ۱      |
| ۳۴۶ | مهراب شاهرخی          | ۱۹۶۳–۱۹۶۹  | ۱۵       | ۱      |
| ۳۴۷ | رضا شاهرودی           | ۱۹۹۴–۱۹۹۸  | ۳۴       | ۵      |
| ۳۴۸ | محمود شکیبی           | ۱۹۴۹–۱۹۵۹  | ۶        | ۱      |
| ۳۴۹ | هادی شکوری            | ۲۰۰۵–۲۰۰۸  | ۱۱       | ۰      |
| ۳۵۰ | امیر شاپورزاده        | ۲۰۰۷–۲۰۰۸  | ۴        | ۰      |
| ۳۵۱ | اصغر شرفی             | ۱۹۶۷–۱۹۷۳  | ۱۶       | ۱      |
| ۳۵۲ | حبیب شریفی            | ۱۹۷۷       | ۱        | ۱      |
| ۳۵۳ | مهدی شریفی            | ۲۰۱۴–۲۰۱۵  | ۴        | ۰      |
| ۳۵۴ | احد شیخ لاری          | ۱۹۹۰       | ۱        | ۰      |
| ۳۵۵ | مهدی شیری             | ۲۰۰۰–۲۰۰۱  | ۲        | ۰      |
| ۳۵۶ | مجتبی شیری            | ۲۰۰۷–۲۰۰۸  | ۷        | ۰      |
| ۳۵۷ | حسن شیرمحمدی          | ۱۹۹۴       | ۲        | ۰      |
| ۳۵۸ | جواد شيرزاد           | ۲۰۰۶–۲۰۱۰  | ۳        | ۰      |
| ۳۵۹ | حمید شیرزادگان        | ۱۹۵۹–۱۹۶۶  | ۱۴       | ۹      |
| ۳۶۰ | محمدعلی شجاعی         | ۱۹۷۷–۱۹۷۸  | ۵        | ۰      |
| ۳۶۱ | مسعود شجاعی           | ۲۰۰۴–۲۰۱۹  | ۸۷       | ۸      |
| ۳۶۲ | جاوید شکری            | ۱۹۹۷       | ۱        | ۰      |
| ۳۶۳ | بهروز سلطانی          | ۱۹۸۱–۱۹۸۹  | ۱۷       | ۰      |
| ۳۶۴ | حسین سرودی            | ۱۹۵۱–۱۹۵۲  | ۴        | ۰      |
| ۳۶۵ | هادی طباطبایی         | ۱۹۹۷–۲۰۰۰  | ۱۴       | ۰      |
| ۳۶۶ | محمد تقوی             | ۱۹۸۸–۱۹۸۹  | ۷        | ۰      |
| ۳۶۷ | رضا تقوی              | ۱۹۸۶       | ۳        | ۱      |
| ۳۶۸ | ابراهیم تقی‌پور        | ۲۰۰۷–۲۰۰۸  | ۸        | ۲      |
| ۳۶۹ | ابراهیم تهامی         | ۱۹۹۳–۲۰۰۷  | ۱۰       | ۱      |
| ۳۷۰ | حافظ طاحونی           | ۱۹۸۴–۱۹۸۵  | ۴        | ۰      |
| ۳۷۱ | فرشید طالبی           | ۲۰۰۹–۲۰۱۱  | ۲        | ۰      |
| ۳۷۲ | جلال طالبی            | ۱۹۶۴–۱۹۷۱  | ۱۵       | ۱      |
| ۳۷۳ | وحید طالب‌لو           | ۲۰۰۶–۲۰۰۹  | ۱۳       | ۰      |
| ۳۷۴ | مهدی طارمی            | ۲۰۱۵–      | ۹۴       | ۵۵     |
| ۳۷۵ | حمید مجدتیموری        | ۱۹۷۸       | ۱        | ۰      |
| ۳۷۶ | آندرانیک تیموریان     | ۲۰۰۵–۲۰۱۶  | ۱۰۱      | ۹      |
| ۳۷۷ | مهدی ترابی            | ۲۰۱۵–      | ۵۱       | ۷      |
| ۳۷۸ | رضا ترابیان           | ۱۹۹۶–۱۹۹۸  | ۲        | ۰      |
| ۳۷۹ | مهدی واعظی            | ۱۹۹۷–۲۰۰۸  | ۲        | ۰      |
| ۳۸۰ | غلام وفاخواه          | ۱۹۶۸–۱۹۷۳  | ۱۵       | ۴      |
| ۳۸۱ | علیرضا واحدی نیکبخت   | ۲۰۰۰–۲۰۰۸  | ۷۲       | ۱۴     |
| ۳۸۲ | صادق ورمزیار          | ۱۹۹۰–۱۹۹۶  | ۱۵       | ۰      |
| ۳۸۳ | بیوک وطنخواه          | ۱۹۶۵       | ۲        | ۰      |
| ۳۸۴ | رضا وطنخواه           | ۱۹۷۰–۱۹۸۰  | ۲        | ۰      |
| ۳۸۵ | داریوش یزدانی         | ۱۹۹۶–۲۰۰۲  | ۲۵       | ۱      |
| ۳۸۶ | مرتضی یکه             | ۱۹۸۶       | ۶        | ۱      |
| ۳۸۷ | علی‌اکبر یوسفی         | ۱۹۹۲–۱۹۹۶  | ۸        | ۱      |
| ۳۸۸ | محسن یوسفی            | ۱۹۷۷–۱۹۷۸  | ۲        | ۱      |
| ۳۸۹ | محسن یوسفی            | ۲۰۰۷       | ۱        | ۰      |
| ۳۹۰ | فریدون زندی           | ۲۰۰۵–۲۰۰۹  | ۲۹       | ۵      |
| ۳۹۱ | مازیار زارع           | ۲۰۰۷–۲۰۱۴  | ۲۶       | ۳      |
| ۳۹۲ | ستار زارع             | ۲۰۰۳–۲۰۰۹  | ۳۷       | ۰      |
| ۳۹۳ | جواد زرینچه           | ۱۹۸۷–۲۰۰۰  | ۸۰       | ۱      |
| ۳۹۴ | فرامرز ظلی            | ۱۹۶۲–۱۹۶۹  | ۲        | ۰      |
| ۳۹۵ | میلاد زنیدپور         | ۲۰۰۸–۲۰۱۲  | ۱۶       | ۱      |
| ۳۹۶ | حمیدرضا زوهانی        | ۲۰۰۵       | ۳        | ۱      |
| ۳۹۷ | بیژن ذوالفقارنسب      | ۱۹۷۳–۱۹۷۷  | ۱۳       | ۰      |
| ۳۹۸ | محسن آزاد             | ۱۹۵۱–۱۹۵۲  | ۶        | ۰      |
| ۳۹۹ | امیر آقاحسینی         | ۱۹۵۱–۱۹۵۲  | ۵        | ۰      |
| ۴۰۰ | آرتوش آساطوریان       | ۱۹۴۱–۱۹۴۸  | ۳        | ۰      |
| ۴۰۱ | علیرضا اسدی           | ۱۹۸۷       | ۲        | ۰      |
| ۴۰۲ | محمود اعتمادی         | ۱۹۷۴       | ۱        | ۱      |
| ۴۰۳ | نادر افشار نادری      | ۱۹۵۱–۱۹۵۲  | ۳        | ۰      |
| ۴۰۴ | حمید امینی‌خواه        | ۱۹۶۶–۱۹۶۸  | ۴        | ۰      |
| ۴۰۵ | محمد انشا             | ۱۹۴۱       | ۱        | ۰      |
| ۴۰۶ | ناصر انشا             | ۱۹۴۱       | ۱        | ۰      |
| ۴۰۷ | حمید برمکی            | ۱۹۵۹–۱۹۶۶  | ۸        | ۲      |
| ۴۰۸ | کریم بوستانی          | ۱۹۷۸–۱۹۸۰  | ۳        | ۰      |
| ۴۰۹ | جواد بهشتی            | ۱۹۵۸       | ۲        | ۰      |
| ۴۱۰ | منصور پورحیدری        | ۱۹۷۰–۱۹۷۱  | ۳        | ۰      |
| ۴۱۱ | قربان علی تاری        | ۱۹۵۰       | ۱        | ۰      |
| ۴۱۲ | عباس تنیده گر         | ۱۹۴۱       | ۱        | ۰      |
| ۴۱۳ | علی جعفرزاده          | ۱۹۵۸       | ۱        | ۰      |
| ۴۱۴ | جاوید جهانگیری        | ۱۹۷۴       | ۲        | ۰      |
| ۴۱۵ | ابوالفضل حاجی‌زاده     | ۲۰۰۲       | ۱        | ۰      |
| ۴۱۶ | محمود حقیقیان         | ۱۹۷۷–۱۹۸۲  | ۱۹       | ۰      |
| ۴۱۷ | علیرضا حکیم زاده      | ۱۹۹۶       | ۱۱       | ۳      |
| ۴۱۸ | اکبر حیدری            | ۱۹۴۱       | ۱        | ۰      |
| ۴۱۹ | داوود حیدری           | ۱۹۵۹       | ۵        | ۰      |
| ۴۲۰ | محمد خاتمی            | ۱۹۴۷–۱۹۵۰  | ۴        | ۱      |
| ۴۲۱ | احمد خطیبی            | ۱۹۴۱       | ۱        | ۰      |
| ۴۲۲ | ایرج دبیرسیاقی        | ۱۹۵۹–۱۹۶۲  | ۳        | ۰      |
| ۴۲۳ | محمد دستجردی          | ۱۹۷۴–۱۹۷۵  | ۴        | ۱      |
| ۴۲۴ | سعید دقیقی            | ۲۰۱۱       | ۲        | ۱      |
| ۴۲۵ | ابراهیم رحیمیان       | ۱۹۴۷–۱۹۵۰  | ۴        | ۰      |
| ۴۲۶ | قاسم سلطان زاده       | ۱۹۷۴       | ۲        | ۰      |
| ۴۲۷ | مجید سلیم پور         | ۱۹۷۸       | ۱        | ۰      |
| ۴۲۸ | ناصر سلیمی            | ۱۹۷۳       | ۱        | ۰      |
| ۴۲۹ | کاظم سیدعلیخانی       | ۱۹۷۸       | ۲        | ۰      |
| ۴۳۰ | امیرهوشنگ شریفی       | ۱۹۹۶       | ۱        | ۰      |
| ۴۳۱ | هدایت شعارغفاری       | ۱۹۸۰       | ۹        | ۰      |
| ۴۳۲ | بهمن صالح‌نیا          | ۱۹۷۴       | ۲        | ۰      |
| ۴۳۳ | فرهاد صیاد مصلح       | ۱۹۷۴       | ۱        | ۰      |
| ۴۳۴ | علی صیاد              | ۱۹۷۴       | ۲        | ۰      |
| ۴۳۵ | قاسم طبیبی            | ۱۹۷۳       | ۳        | ۰      |
| ۴۳۶ | امیر عراقی            | ۱۹۵۰–۱۹۵۸  | ۷        | ۰      |
| ۴۳۷ | ایرج عرفان            | ۱۹۵۸       | ۲        | ۰      |
| ۴۳۸ | عزت جانملکی           | ۱۹۷۴–۱۹۷۵  | ۶        | ۱      |
| ۴۳۹ | قادر عزت‌اللهی         | ۱۹۷۴       | ۲        | ۰      |
| ۴۴۰ | عباس فرزانگان         | ۱۹۴۱       | ۱        | ۰      |
| ۴۴۱ | احمد گلبو             | ۱۹۴۱       | ۱        | ۰      |
| ۴۴۲ | حسن گوشه              | ۱۹۴۱       | ۱        | ۰      |
| ۴۴۳ | حسین مباشر            | ۱۹۵۰       | ۳        | ۱      |
| ۴۴۴ | حمید مجدتیموری        | ۱۹۷۸       | ۱        | ۰      |
| ۴۴۵ | عباس محمدی            | ۲۰۰۸       | ۱        | ۰      |
| ۴۴۶ | امیر مرزوقی           | ۱۹۸۰–۱۹۸۲  | ۸        | ۰      |
| ۴۴۷ | فریدون معینی          | ۱۹۷۰       | ۱        | ۰      |
| ۴۴۸ | بهروز مکوندی          | ۱۹۹۷–۲۰۰۰  | ۵        | ۰      |
| ۴۴۹ | علی میرزا استوار      | ۱۹۹۶–۱۹۹۷  | ۳        | ۰      |
| ۴۵۰ | علی میرزااستواری      | ۱۹۹۶       | ۲        | ۰      |
| ۴۵۱ | پرویز میرزاحسن        | ۱۹۶۶–۱۹۷۰  | ۷        | ۰      |
| ۴۵۲ | علی میرزایی           | ۱۹۶۴       | ۱        | ۰      |
| ۴۵۳ | امیر وزیری            | ۲۰۰۰–۲۰۰۳  | ۲        | ۰      |
| ۴۵۴ | عبدالله ویسی          | ۲۰۰۰       | ۱        | ۰      |
| ۴۵۵ | محمدرضا ویشگاهی       | ۱۹۷۴       | ۲        | ۰      |
| ۴۵۶ | محمود یاوری           | ۱۹۶۷–۱۹۶۹  | ۳        | ۰      |
| ۴۵۷ | علی جانملکی           | ۱۹۹۸       | ۱        | ۰      |
| ۴۵۸ | امیر خلیلی            | ۱۹۴۷–۱۹۵۰  | ۲        | ۱      |
| ۴۵۹ | مسلم خانی             | ۱۹۷۷–۱۹۷۸  | ۲        | ۱      |
| ۴۶۰ | کمال خلیلیان          | ۱۹۷۸       | ۲        | ۱      |
| ۴۶۱ | کامل انجینی           | ۱۹۷۸       | ۳        | ۴      |
| ۴۶۲ | مهدی فریدنیا          | ۱۹۸۲       | ۳        | ۳      |
| ۴۶۳ | ابراهیم کیان طهماسبی  | ۱۹۸۲       | ۳        | ۲      |
| ۴۶۴ | محمود معمار           | ۱۹۸۴       | ۵        | ۱      |
| ۴۶۵ | محمد انصاری           | ۲۰۱۶–۲۰۱۸  | ۴        | ۰      |
| ۴۶۶ | سعید آقایی            | ۲۰۱۷–۲۰۱۸  | ۵        | ۰      |
| ۴۶۷ | کمال کامیابی‌نیا       | ۲۰۱۵–۲۰۲۲  | ۶        | ۱      |
| ۴۶۸ | محسن مسلمان           | ۲۰۱۱–۲۰۱۴  | ۴        | ۱      |
| ۴۶۹ | احسان پهلوان          | ۲۰۱۷       | ۱        | ۰      |
| ۴۷۰ | دانیال اسماعیلی‌فر     | ۲۰۲۲       | ۱        | ۰      |
| ۴۷۱ | عارف آقاسی            | ۲۰۲۲–      | ۳        | ۰      |
| ۴۷۲ | عارف غلامی            | ۲۰۲۲       | ۱        | ۰      |
| ۴۷۳ | صالح حردانی           | ۲۰۲۱–      | ۱۴       | ۱      |
| ۴۷۴ | مهدی مهدی‌پور          | ۲۰۲۲       | ۳        | ۰      |
| ۴۷۵ | کاوه رضایی            | ۲۰۱۵–      | ۱۸       | ۴      |
| ۴۷۶ | سیاوش یزدانی          | ۲۰۲۲       | ۱        | ۰      |
| ۴۷۷ | احمد عبدالله زاده     | ۲۰۱۷–۲۰۱۸  | ۴        | ۰      |
| ۴۷۸ | محمدرضا اخباری        | ۲۰۱۶       | ۱        | ۰      |
| ۴۷۹ | محمد طیبی             | ۲۰۱۶       | ۱        | ۰      |
| ۴۸۰ | دانیال ماهینی         | ۲۰۱۶       | ۱        | ۰      |
| ۴۸۱ | داریوش شجاعیان        | ۲۰۱۶       | ۳        | ۰      |
| ۴۸۲ | امیرحسین حسین‌زاده     | ۲۰۲۲–      | ۷        | ۱      |
| ۴۸۳ | محمد قاضی             | ۲۰۱۱–۲۰۱۳  | ۱۰       | ۳      |
| ۴۸۴ | مسعود حسن‌زاده         | ۲۰۱۵       | ۱        | ۰      |
| ۴۸۵ | حسین ابراهیمی         | ۲۰۰۸       | ۱        | ۰      |
| ۴۸۶ | محمد احمدزاده         | ۱۹۸۸–۱۹۹۰  | ۴        | ۰      |
| ۴۸۷ | عزیز اصلی             | ۱۹۶۲–۱۹۶۸  | ۲۴       | ۰      |
| ۴۸۸ | نصرت ایراندوست        | ۱۹۷۴       | ۱        | ۰      |
| ۴۸۹ | اکبر ایمانی           | ۲۰۱۷       | ۳        | ۰      |
| ۴۹۰ | علی جعفرزاده          | ۱۹۵۸       | ۱        | ۰      |
| ۴۹۱ | احمد جمشیدیان         | ۲۰۰۸       | ۴        | ۰      |
| ۴۹۲ | اصغر حاجیلو           | ۱۹۸۴–۱۹۸۶  | ۱۸       | ۰      |
| ۴۹۳ | حسن حبیبی             | ۱۹۶۴–۱۹۷۰  | ۲۷       | ۰      |
| ۴۹۴ | سید محمد حسینی        | ۲۰۱۰       | ۱        | ۰      |
| ۴۹۵ | داوود حقی             | ۲۰۰۸       | ۶        | ۰      |
| ۴۹۶ | سید جلال رافخایی      | ۲۰۰۸–۲۰۱۳  | ۱۲       | ۲      |
| ۴۹۷ | مجتبی زارعی           | ۲۰۰۹–۲۰۱۰  | ۲        | ۰      |
| ۴۹۸ | سید احمد سجادی        | ۱۹۸۶–۱۹۸۹  | ۸        | ۰      |
| ۴۹۹ | شهریار شیروند         | ۲۰۰۹       | ۱        | ۱      |
| ۵۰۰ | محمدرضا شکورزاده      | ۱۹۸۴       | ۳        | ۰      |
| ۵۰۱ | سیامک کوروشی          | ۲۰۱۲–۲۰۱۶  | ۲        | ۰      |
| ۵۰۲ | امید نورافکن          | ۲۰۱۸–      | ۳۰       | ۱      |
| ۵۰۳ | سامان تورانیان        | ۲۰۲۲       | ۱        | ۰      |
| ۵۰۴ | آرمین سهرابیان        | ۲۰۲۳       | ۱        | ۰      |
| ۵۰۵ | میلاد زکی‌پور          | ۲۰۲۳       | ۱        | ۰      |
| ۵۰۶ | محمد کریمی            | ۲۰۲۳–      | ۱۰       | ۰      |
| ۵۰۷ | رضا اسدی              | ۲۰۲۳–۲۰۲۴  | ۱۰       | ۱      |
| ۵۰۸ | شهریار مغانلو         | ۲۰۲۳–      | ۱۶       | ۲      |
| ۵۰۹ | سعید مهری             | ۲۰۲۳       | ۱        | ۰      |
| ۵۱۰ | حسین پورحمیدی         | ۲۰۲۳       | ۱        | ۰      |
| ۵۱۱ | علیرضا علیزاده        | ۲۰۲۳       | ۱        | ۰      |
| ۵۱۲ | شهاب زاهدی            | ۲۰۲۳       | ۱        | ۰      |
| ۵۱۳ | محمد دانشگر           | ۲۰۲۳       | ۲        | ۰      |
| ۵۱۴ | محمدحسین مرادمند      | ۲۰۲۳       | ۱        | ۰      |
| ۵۱۵ | محمدجواد حسین‌نژاد     | ۲۰۲۳–      | ۴        | ۰      |
| ۵۱۶ | سامان فلاح            | ۲۰۲۴       | ۴        | ۰      |
| ۵۱۷ | آریا یوسفی            | ۲۰۲۴–      | ۷        | ۰      |
| ۵۱۸ | محمدامین حزباوی       | ۲۰۲۴–      | ۴        | ۰      |
| ۵۱۹ | محمدرضا آزادی         | ۲۰۲۴       | ۱        | ۰      |
| ۵۲۰ | محمد قربانی           | ۲۰۲۴–      | ۷        | ۰      |
| ۵۲۱ | جواد آقایی‌پور         | ۲۰۲۴       | ۱        | ۰      |
| ۵۲۲ | علی نعمتی             | ۲۰۲۴–      | ۸        | ۰      |
| ۵۲۳ | محمدمهدی محبی         | ۲۰۲۵–      | ۲        | ۱      |
| ۵۲۴ | امیرمحمد رزاقی‌نیا     | ۲۰۲۵–      | ۱        | ۰      |

 بازیکنانی که همچنان بازی می‌کنند.

## فهرست گلزنان
تا تاریخ ۱۰ ژوئن ۲۰۲۵ (۲۰ خرداد ۱۴۰۴)
| #   | نام                   | گل  |
| --- | --------------------- | --- |
| ۱   | حسینعلی مبشر          | ۲   |
| ۲   | امیرمسعود برومند      | ۶   |
| ۳   | امیر خلیلی            | ۱   |
| ۴   | محمد خاتمی            | ۱   |
| ۵   | محمود شکیبی           | ۱   |
| ۶   | نادر افشارعلوی نژاد   | ۱   |
| ۷   | پرویز کوزه کنانی      | ۳   |
| ۸   | مهدی مسعودانصاری      | ۲   |
| ۹   | عباس حجری             | ۵   |
| ۱۰  | حمید برمکی            | ۱   |
| ۱۱  | پرویز دهداری          | ۴   |
| ۱۲  | ناصر حاجی مختار       | ۱   |
| ۱۳  | کامبیز جمالی          | ۱   |
| ۱۴  | مصطفی عرب             | ۱   |
| ۱۵  | علی جباری             | ۱۲  |
| ۱۶  | همایون بهزادی         | ۹   |
| ۱۷  | حمید شیرزادگان        | ۲   |
| ۱۸  | فریبرز اسماعیلی       | ۴   |
| ۱۹  | جلال طالبی            | ۱   |
| ۲۰  | حسین کلانی            | ۱۰  |
| ۲۱  | اکبر افتخاری          | ۳   |
| ۲۲  | غلامحسین فرزامی       | ۱   |
| ۲۳  | پرویز قلیچ‌خانی        | ۱۳  |
| ۲۴  | غلام وفاخواه          | ۴   |
| ۲۵  | اصغر شرفی             | ۲   |
| ۲۶  | داریوش مصطفوی         | ۱   |
| ۲۷  | غلامحسین مظلومی       | ۱۳  |
| ۲۸  | مهدی حاج محمد         | ۲   |
| ۲۹  | کارو حق وردیان        | ۲   |
| ۳۰  | ابراهیم آشتیانی       | ۱   |
| ۳۱  | علیرضا خورشیدی        | ۳   |
| ۳۲  | صفر ایرانپاک          | ۲   |
| ۳۳  | مجید حلوایی           | ۱   |
| ۳۴  | علی پروین             | ۷   |
| ۳۵  | اکبر کارگرجم          | ۱   |
| ۳۶  | مهدی مناجاتی          | ۱   |
| ۳۷  | محمد صادقی            | ۳   |
| ۳۸  | عزت جانملکی           | ۱   |
| ۳۹  | غفور جهانی            | ۶   |
| ۴۰  | محمود اعتمادی         | ۱   |
| ۴۱  | محمد دستجردی          | ۱   |
| ۴۲  | حسن روشن              | ۱۰  |
| ۴۳  | ناصر نورایی           | ۴   |
| ۴۴  | علیرضا عزیزی          | ۲   |
| ۴۵  | محسن یوسفی            | ۱   |
| ۴۶  | حبیب شریفی            | ۱   |
| ۴۷  | حسین کازرانی          | ۲   |
| ۴۸  | بهتاش فریبا           | ۸   |
| ۴۹  | حبیب خبیری            | ۱   |
| ۵۰  | مسلم خانی             | ۱   |
| ۵۱  | کمال خلیلیان          | ۱   |
| ۵۲  | پرویز مظلومی          | ۱   |
| ۵۳  | ایرج دانایی‌فرد        | ۳   |
| ۵۴  | حسین فرکی             | ۵   |
| ۵۵  | نصرالله عبداللهی      | ۱   |
| ۵۶  | عبدالرضا برزگری       | ۳   |
| ۵۷  | حمید علیدوستی         | ۱۲  |
| ۵۸  | کامل انجینی           | ۴   |
| ۵۹  | علیرضا حیدری          | ۳   |
| ۶۰  | مهدی دینورزاده        | ۱   |
| ۶۱  | مهدی فریدی نیا        | ۳   |
| ۶۲  | عبدالعلی چنگیز        | ۶   |
| ۶۳  | محمود حقیقیان         | ۱   |
| ۶۴  | ابراهیم کیان طهماسبی  | ۲   |
| ۶۵  | حمید درخشان           | ۹   |
| ۶۶  | ناصر محمدخانی         | ۱۴  |
| ۶۷  | علی فیروزی            | ۱   |
| ۶۸  | محمود معمار           | ۱   |
| ۶۹  | ضیا عربشاهی           | ۲   |
| ۷۰  | رضا احدی              | ۲   |
| ۷۱  | جعفر مختاری‌فر         | ۱   |
| ۷۲  | شاهرخ بیانی           | ۸   |
| ۷۳  | شاهین بیانی           | ۱   |
| ۷۴  | غلامرضا فتح‌آبادی      | ۵   |
| ۷۵  | کریم باوی             | ۹   |
| ۷۶  | فرشاد پیوس            | ۱۸  |
| ۷۷  | سیدمهدی ابطحی         | ۳   |
| ۷۸  | سیروس قایقران         | ۶   |
| ۷۹  | مرتضی یکه             | ۱   |
| ۸۰  | عبدالصمد مرفاوی       | ۱۰  |
| ۸۱  | محسن گروسی            | ۷   |
| ۸۲  | محمدحسن انصاری‌فرد     | ۲   |
| ۸۳  | سید علی افتخاری       | ۱   |
| ۸۴  | مجید نامجومطلق        | ۴   |
| ۸۵  | مجتبی محرمی           | ۶   |
| ۸۶  | رضا حسن‌زاده           | ۲   |
| ۸۷  | جواد زرینچه           | ۱   |
| ۸۸  | کریم باقری            | ۵۰  |
| ۸۹  | علی‌اصغر مدیرروستا     | ۹   |
| ۹۰  | حمید استیلی           | ۱۲  |
| ۹۱  | علی دایی              | ۱۰۸ |
| ۹۲  | مهدی فنونی‌زاده        | ۲   |
| ۹۳  | جواد منافی            | ۲   |
| ۹۴  | جمشید شاه‌محمدی        | ۱   |
| ۹۵  | علیرضا حکیم زاده      | ۳   |
| ۹۶  | ادموند اختر           | ۲   |
| ۹۷  | ابراهیم تهامی         | ۱   |
| ۹۸  | علیرضا منصوریان       | ۷   |
| ۹۹  | رضا شاهرودی           | ۵   |
| ۱۰۰ | علی‌اکبر یوسفی         | ۱   |
| ۱۰۱ | نعیم سعداوی           | ۱   |
| ۱۰۲ | مهرداد میناوند        | ۴   |
| ۱۰۳ | خداداد عزیزی          | ۱۱  |
| ۱۰۴ | علی میرزااستواری      | ۱   |
| ۱۰۵ | مهدی مهدوی‌کیا         | ۱۳  |
| ۱۰۶ | فرهاد مجیدی           | ۱۰  |
| ۱۰۷ | علی موسوی             | ۸   |
| ۱۰۸ | محمد خاکپور           | ۲   |
| ۱۰۹ | وحید هاشمیان          | ۱۴  |
| ۱۱۰ | داریوش یزدانی         | ۱   |
| ۱۱۱ | علی کریمی             | ۳۸  |
| ۱۱۲ | نادر محمدخانی         | ۱   |
| ۱۱۳ | حسین خطیبی            | ۱   |
| ۱۱۴ | ستار همدانی           | ۱   |
| ۱۱۵ | بهنام ابوالقاسم پور   | ۲   |
| ۱۱۶ | مهدی هاشمی‌نسب         | ۴   |
| ۱۱۷ | سیروس دین‌محمدی        | ۶   |
| ۱۱۸ | محمود فکری            | ۱   |
| ۱۱۹ | علی سامره             | ۲   |
| ۱۲۰ | سهراب بختیاری زاده    | ۴   |
| ۱۲۱ | حامد کاویانپور        | ۱   |
| ۱۲۲ | پژمان جمشیدی          | ۱   |
| ۱۲۳ | علیرضا واحدی‌نیکبخت    | ۱۴  |
| ۱۲۴ | محمدرضا مهدوی         | ۱   |
| ۱۲۵ | یدالله اکبری          | ۱   |
| ۱۲۶ | فراز فاطمی            | ۱   |
| ۱۲۷ | یحیی گل‌محمدی          | ۵   |
| ۱۲۸ | مجاهد خذیراوی         | ۱   |
| ۱۲۹ | محمد نوازی            | ۱   |
| ۱۳۰ | رحمان رضایی           | ۳   |
| ۱۳۱ | جلال کاملی مفرد       | ۱   |
| ۱۳۲ | پژمان نوری            | ۳   |
| ۱۳۳ | ایمان مبعلی           | ۲   |
| ۱۳۴ | حسین کعبی             | ۱   |
| ۱۳۵ | محرم نویدکیا          | ۱   |
| ۱۳۶ | غلام‌رضا عنایتی        | ۷   |
| ۱۳۷ | ابراهیم تقی‌پور        | ۲   |
| ۱۳۸ | جواد نکونام           | ۳۸  |
| ۱۳۹ | محمد نصرتی            | ۵   |
| ۱۴۰ | آرش برهانی            | ۱۰  |
| ۱۴۱ | محمد علوی             | ۲   |
| ۱۴۲ | فریدون زندی           | ۵   |
| ۱۴۳ | آندرانیک تیموریان     | ۹   |
| ۱۴۴ | مهرزاد معدنچی         | ۸   |
| ۱۴۵ | رسول خطیبی            | ۵   |
| ۱۴۶ | شیث رضایی             | ۱   |
| ۱۴۷ | مهدی رجب‌زاده          | ۴   |
| ۱۴۸ | حسین بادامکی          | ۲   |
| ۱۴۹ | ابراهیم صادقی         | ۱   |
| ۱۵۰ | میلاد میداوودی        | ۶   |
| ۱۵۱ | هاشم بیک زاده         | ۱   |
| ۱۵۲ | سید جلال حسینی        | ۸   |
| ۱۵۳ | جواد کاظمیان          | ۳   |
| ۱۵۴ | غلامرضا رضایی         | ۱۱  |
| ۱۵۵ | هادی عقیلی            | ۱۰  |
| ۱۵۶ | محسن خلیلی            | ۱   |
| ۱۵۷ | کیانوش رحمتی          | ۳   |
| ۱۵۸ | سید جلال رافخایی      | ۲   |
| ۱۵۹ | احمد آل نعمه          | ۱   |
| ۱۶۰ | احسان حاج‌صفی          | ۷   |
| ۱۶۱ | محمد نوری             | ۴   |
| ۱۶۲ | سیدمهدی سیدصالحی      | ۱   |
| ۱۶۳ | مازیار زارع           | ۲   |
| ۱۶۴ | مجید غلام نژاد        | ۱   |
| ۱۶۵ | حسین کاظمی            | ۱   |
| ۱۶۶ | مسعود شجاعی           | ۸   |
| ۱۶۷ | شهریار شیروند         | ۱   |
| ۱۶۸ | کریم انصاری‌فرد        | ۳۰  |
| ۱۶۹ | میلاد زنیدپور         | ۱   |
| ۱۷۰ | محمد غلامی            | ۲   |
| ۱۷۱ | مهرداد اولادی         | ۱   |
| ۱۷۲ | آرش افشین             | ۱   |
| ۱۷۳ | محمدرضا خلعتبری       | ۵   |
| ۱۷۴ | سعید دقیقی            | ۱   |
| ۱۷۵ | محمد قاضی             | ۳   |
| ۱۷۶ | پژمان منتظری          | ۱   |
| ۱۷۷ | مجتبی جباری           | ۳   |
| ۱۷۸ | اشکان دژاگه           | ۱۱  |
| ۱۷۹ | قاسم دهنوی            | ۲   |
| ۱۸۰ | یعقوب کریمی           | ۴   |
| ۱۸۱ | احمد حسن‌زاده          | ۱   |
| ۱۸۲ | علیرضا عباسفرد        | ۱   |
| ۱۸۳ | امید نظری             | ۱   |
| ۱۸۴ | رضا قوچان‌نژاد         | ۱۷  |
| ۱۸۵ | محسن مسلمان           | ۱   |
| ۱۸۶ | علیرضا جهانبخش        | ۱۷  |
| ۱۸۷ | امیرحسین صادقی        | ۱   |
| ۱۸۸ | سردار آزمون           | ۵۷  |
| ۱۸۹ | مرتضی پورعلی‌گنجی      | ۳   |
| ۱۹۰ | وحید امیری            | ۲   |
| ۱۹۱ | مهدی ترابی            | ۷   |
| ۱۹۲ | مهدی طارمی            | ۵۵  |
| ۱۹۳ | سعید عزت‌اللهی         | ۱   |
| ۱۹۴ | کمال کامیابی‌نیا       | ۱   |
| ۱۹۵ | رامین رضاییان         | ۶   |
| ۱۹۶ | سامان قدوس            | ۳   |
| ۱۹۷ | محمدرضا خانزاده       | ۱   |
| ۱۹۸ | علی قلی‌زاده           | ۶   |
| ۱۹۹ | کاوه رضایی            | ۴   |
| ۲۰۰ | روزبه چشمی            | ۳   |
| ۲۰۱ | اللهیار صیادمنش       | ۱   |
| ۲۰۲ | احمد نوراللهی         | ۳   |
| ۲۰۳ | محمدحسین کنعانی‌زادگان | ۶   |
| ۲۰۴ | محمد محبی             | ۱۱  |
| ۲۰۵ | مهرداد محمدی          | ۲   |
| ۲۰۶ | مهدی قایدی            | ۹   |
| ۲۰۷ | شجاع خلیل‌زاده         | ۲   |
| ۲۰۸ | میلاد محمدی           | ۱   |
| ۲۰۹ | رضا اسدی              | ۱   |
| ۲۱۰ | صادق محرمی            | ۱   |
| ۲۱۱ | شهریار مغانلو         | ۲   |
| ۲۱۲ | امید ابراهیمی         | ۱   |
| ۲۱۳ | امید نورافکن          | ۱   |
| ۲۱۴ | صالح حردانی           | ۱   |
| ۲۱۵ | محمدمهدی محبی         | ۱   |
| ۲۱۶ | امیرحسین حسین‌زاده     | ۱   |
| ۲۱۷ | گل‌به‌خودی              | ۱۵  |
| ۲۱۸ | نامعلوم               | ۱   |

 بازیکنانی که همچنان بازی می‌کنند.

## آمار رقابت‌ها
تا تاریخ ۱۰ ژوئن ۲۰۲۵ (۲۰ خرداد ۱۴۰۴)
| رقابت                    | بازی | برد | مساوی | باخت | گل زده | گل خورده | امتیاز |
| ------------------------ | ---- | --- | ----- | ---- | ------ | -------- | ------ |
| جام جهانی فوتبال         | ۱۸   | ۳   | ۴     | ۱۱   | ۱۳     | ۳۱       | ۱۳     |
| مقدماتی جام جهانی فوتبال | ۱۶۲  | ۱۰۳ | ۳۹    | ۲۰   | ۳۵۱    | ۱۰۱      | ۳۴۸    |
| جام ملت‌های آسیا          | ۷۴   | ۴۵  | ۲۰    | ۹    | ۱۴۳    | ۵۵       | ۱۵۵    |
| مقدماتی جام ملت‌های آسیا  | ۵۴   | ۴۱  | ۸     | ۵    | ۱۵۰    | ۳۰       | ۱۳۱    |
| فوتبال بازی‌های آسیایی    | ۴۷   | ۳۰  | ۵     | ۱۲   | ۸۶     | ۳۴       | ۹۵     |
| قهرمانی فوتبال غرب آسیا  | ۲۸   | ۱۹  | ۷     | ۲    | ۵۶     | ۱۶       | ۶۴     |
| جام اکو                  | ۱۱   | ۸   | ۱     | ۲    | ۲۷     | ۱۰       | ۲۵     |
| جام ال‌جی                 | ۱۳   | ۶   | ۳     | ۴    | ۱۹     | ۱۰       | ۲۱     |
| تورنمنت کافا             | ۳    | ۳   | ۰     | ۰    | ۱۲     | ۲        | ۹      |
| دوستانه                  | ۱۶۱  | ۷۷  | ۴۵    | ۳۹   | ۲۴۶    | ۱۵۴      | ۲۷۶    |
| سایر مسابقات             | ۴۰   | ۱۸  | ۱۲    | ۱۰   | ۷۲     | ۳۵       | ۶۶     |
| مجموع آمار               | ۶۱۱  | ۳۵۳ | ۱۴۴   | ۱۱۴  | ۱۱۷۵   | ۴۷۸      | ۱۲۰۳   |